# 30 dní dlouhá noc
30 dní dlouhá noc je americký horor z roku 2007, natočený podle stejnojmenného komiksu. Film režíroval David Slade a hrají v něm v hlavních rolích Josh Hartnett, Melissa George a Danny Huston. Příběh zachycuje malé aljašské městečko terorizované upíry ve chvíli, kdy začíná 30 dní dlouhá polární noc.

## Zápletka
Městečko Barrow na americké Aljašce se připravuje na každoroční zimní období, kdy nastane měsíc dlouhá polární noc. V průběhu těchto příprav se do města dostane neznámý cizinec, který se vylodil na pobřeží z veliké obchodní lodi. Po příchodu do města tento cizinec poškodí systémy pro komunikaci s okolním světem a také několik aut. Místní šerif Eben Oleson (Josh Hartnett) se vydává vyšetřit příčiny poškození. Zároveň se šerif dozvídá, že jeho ex-manželka Stella (Melissa George) zmeškala poslední letadlo a musí v Barrow přečkat měsíc polární noci. Ačkoliv se snaží jeden druhému vyhýbat, když Eben konfrontuje cizince v místní restauraci, Stella mu jej pomůže zpacifikovat a odvést na policejní stanici.
Z vězení se potom cizinec místním obyvatelům vysmívá a prohlašuje, že se blíží smrt. V tu samou chvíli napadnou neznámá stvoření místní telekomunikační centrum a elektro-centrálu a město se tak ocitne ve tmě a odříznuto od okolního světa. Eben se vydá do telekomunikačního centra, kde najde hlavu spojovatele naraženou na kůl. Začíná si tak pomalu uvědomovat blížící se nebezpečí a společně se Stellou prochází město, aby varovali všechny obyvatele. Skupina divokých upírů vedená Marlowem vyvraždí většinu obyvatel města, včetně Ebenovy babičky, zatímco se zbytek přeživších obyvatel shromáždí v restauraci. Zatímco Eben a Stella shánějí zbraně a zásoby, zaútočí na ně upíři, které zastaví místní pluhař Beau Brower. Všichni se poté schovají do zásobeného domu s ukrytou půdou. Marlow mezi tím najde ve vězení schovaného záhadného cizince a zlomí mu vaz.
Další týden vydrží Eben, jeho mladší bratr Jake, Stella a sedm dalších přeživších v úkrytu na půdě domu. Vampíři venku naleznou Kirsten Toomey a použijí ji jako návnadu a Eben opustí úkryt, aby jí pomohl. Najde ale dalšího přeživšího, Johna Riise schovaného pod jedním z domů a Kirsten pomoci nedokáží. Marlow se k dívce přijde podívat a slyší, že se modlí k Bohu. Marlow jí řekne, že bůh není a dovolí ostatním vampírům Kirsten mučit a jeho zástupce Arvin ji zabije, aby se napil její krve. Eben se v mezičase snaží pomoci Johnovi, ale když zjistí, že se z Johna stal upír, Eben mu usekne hlavu.
Když na město udeří blizard, Eben a ostatní využijí špatné viditelnosti, aby se dostali do místního obchodu se smíšeným zbožím. V obchodě je napadne dítě přeměněné na upíra. To zvládne zranit Ebenova kamaráda Cartera Daviese, ale skupina upíra přemůže a Jake mu usekne hlavu. Během potyčky venku skončí blizard, což brání skupině v návratu do bezpečí na půdě. Eben se rozhodne, že by všichni měli jít do bezpečí policejní stanice a on sám v rámci odlákání pozornosti běží do domu jeho babičky pro ultrafialovou lampu. Dostane se do domu, podaří se mu nastartovat elektrocentrálu a světlo namířit na upíry, přičemž vážně zraní Marlowovu milenku, Iris, kterou je Marlow následně nucen zabít, aby ji ušetřil trápení. Ebenovi se podaří z domu utéct, ale je upíry pronásledován. Na pomoc mu přijede Beau, kterému se jeho traktorem podaří zabít několik upíru, než narazí do hotelu. V hotelu se pokusí spáchat sebevraždu, než se k němu dostanou upíři. Nepodaří se mu ale zabít se a umře až ve chvíli, kdy mu Marlow nohou rozdrtí hlavu. Ebenovi se při tomto zmatku zvládne dostat až do policejní stanice. Uvnitř stanice se ale Carter začíná měnit na upíra a poprosí Ebena, aby mu useknul hlavu dříve než bude pozdě.
Když se později Eben, Stella a zástupce šerifa Billy Kitka dozví, že se ostatním podařilo schovat ve strojovně, ve které stále funguje elektřina, rozhodnou se tam přesunout. Cestou potkají dívku, Gail Robbinsovou, kterou pronásleduje upírka Zurial. Stelle a Gail se podaří před upírem schovat pod opuštěné auto, zatímco od nich Eben a Billy odvrací Zurialovu pozornost. Oba dva nakonec v pořádku doběhnou do strojovny za dalšími přeživšími. Společně s nimi se však do strojovny dostane Marlowova pravá ruka – Arvin. Arvin napadne Billyho, který při boji Arwina shodí do pumpy ve strojovně, pumpa později Arvina rozdrtí. Zraněný Billy se začne měnit na upíra a Ebenovi nezbývá než useknout hlavu dalšímu ze svých kamarádů.
Jak se blíží konec měsíce a východ Slunce, upíři se připravují na vypálení vesnice, aby měli jistotu, že nikdo nepřežil a nebude tak nikdo mít šanci vypovědět o tom co se ve městě stalo. Eben si uvědomí, že nemůže upíry porazit bez pomoci, takže si do žil vstříkne Billyho infikovanou krev a změní se na upíra. Ve své nové podobě se vydá konfrontovat Marlowa. Během zápasu o vůdčí postavení mezi upíry Eben zabije Marlowa a zbytek upírů uteče.
Ve finální scéně Eben a Stella v objetí sledují východ slunce na okraji města. Než se první paprsky slunce objeví nad obzorem, stihnou se Eben se Stellou naposledy políbit a poté slunce Ebena spálí na popel.

## Herecké obsazení
| Postava                 | Herec                 |
| ----------------------- | --------------------- |
| Šerif Eben Oleson       | Josh Hartnett         |
| Stella Oleson           | Melissa George        |
| Marlow                  | Danny Huston          |
| Neznámý cizinec         | Ben Foster            |
| Jake Oleson             | Mark Rendall          |
| Beau Brower             | Mark Boone Junior     |
| Iris                    | Megan Franich         |
| Denise                  | Amber Sainsbury       |
| Carter Davies           | Nathaniel Lees        |
| Doug Hertz              | Joel Tobeck           |
| Lucy Ikos               | Elizabeth Hawthorne   |
| Billy Kitka             | Manu Bennett          |
| Arvin                   | Andrew Stehlin        |
| Wilson Bulosan          | Craig Hall            |
| John Riis               | Peter Feeney          |
| Zurial                  | John Rawls            |
| Aaron                   | Jared Turner          |
| Gabe                    | Kelson Henderson      |
| Malekai Hamm            | Pua Magasiva          |
| Dítě přeměněné na upíra | Abbey-May Wakefield   |
| Gus                     | Grant Tilly           |
| Gail                    | Rachel Maitland-Smith |
| Dawn                    | Kate Elliott          |
| Seth                    | Jacob Tomuri          |

## Produkce
Autor komiksu 30 dní dlouhá noc Steve Niles chtěl původně film na plátno převést v komiksové formě, byl ale odmítnut. Nakonec se filmového zpracování ujal producent Sam Raimi, který uvedl, že je tento projekt zcela jedinečný v rámci upírských filmů posledních let.

## Premiéra a vydání filmu
Film 30 dní dlouhá noc byl v České republice do kin uveden 1. listopadu 2007. Na DVD je film dostupný od 4. ledna 2010. V internetovém obchodě iTunes se film v českém znění objevil 15. dubna 2013.